# ميغاليث اللاس
ميغاليث اللاس هي مجموعة من المقابر الجلمودية أو الميغليث ترجع إلى لعصر ما قبل التاريخ، موجودة حول قرية اللاس من معتمدية الكاف الشرقية في جبال شمال غرب تونس، على بعد 35 كيلومترا من المدينة الرومانية القديمة مكثر. 

يرجع تاريخها لأواخر العصر الحجري وأوائل عصر البرونز (3000 ق.م. –1000 ق.م.). تتكون من مدخل على شكل رواق مفتوح من أحجار كبيرة قائمة تضم صفتين من الغرف المتناضرة.

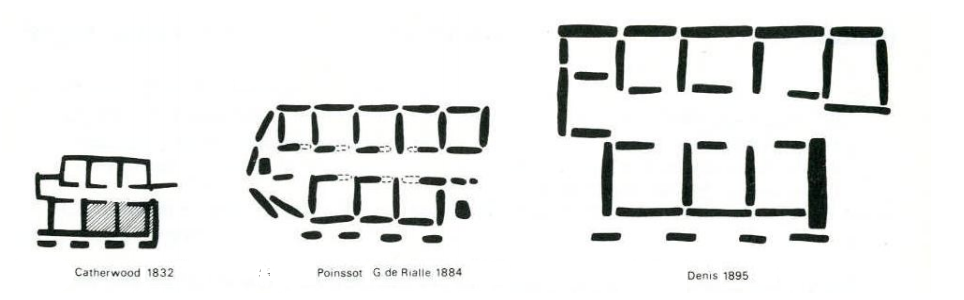
رسم يبين هندسة المغاليث

لم تتم دراسة هذه الأثار الحجرية الضخمة بصفة دقيقة ولكن يذهب المؤرخون إلى أن بعضها بني حسب نظام يجعل أبوابها موجهة إلى نجم
رجل القنطور.